# Антіб

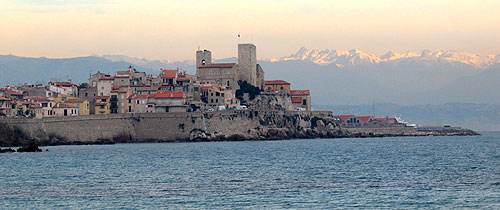

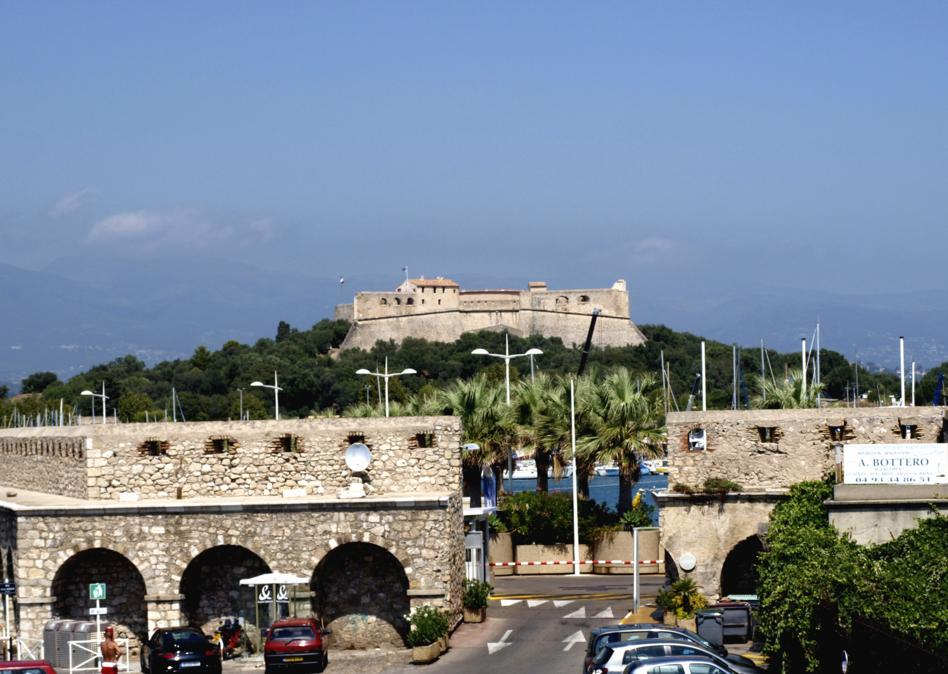
Форт Карре, Антіб

Анті́б (фр. Antibes, окс. Antíbol) — місто та муніципалітет у Франції, у регіоні Прованс — Альпи — Лазурний Берег, департамент Приморські Альпи. Населення — 75 130 осіб (01.01.2021).
Муніципалітет розташований на відстані близько 700 км на південний схід від Парижа, 145 км — на схід від Марселя, 18 км — на південний захід від Ніцци.

## Демографія
Динаміка населення (Ehess і INSEE ):
Розподіл населення за віком та статтю (2006):
| Стать | Всього | До 15 років | 15-24 | 25-44  | 45-64  | 65-85 | Понад 85 |
| --- | ------ | ----------- | ----- | ------ | ------ | ----- | -------- |
| Чоловіки | 35 430 | 5163        | 4351  | 9180   | 8851   | 7133  | 752      |
| Жінки | 40 342 | 5285        | 3818  | 10 025 | 10 183 | 9400  | 1631     |
| \| Статево-вікова піраміда \| Статево-вікова піраміда \| Статево-вікова піраміда \| \| ----------------------- \| ----------------------- \| ----------------------- \| \| Чоловіки \| Вік \| Жінки \| \| 752 \| 85 + \| 1631 \| \| 1345 \| 80-84 \| 2065 \| \| 1643 \| 75-79 \| 2388 \| \| 2109 \| 70-74 \| 2466 \| \| 2036 \| 65-69 \| 2481 \| \| 2021 \| 60-64 \| 2569 \| \| 2277 \| 55-59 \| 2781 \| \| 2352 \| 50-54 \| 2317 \| \| 2201 \| 45-49 \| 2516 \| \| 2451 \| 40-44 \| 2819 \| \| 2390 \| 35-39 \| 2615 \| \| 2196 \| 30-34 \| 2450 \| \| 2143 \| 25-29 \| 2141 \| \| 2228 \| 20-24 \| 2041 \| \| 2123 \| 15-20 \| 1777 \| \| 1821 \| 10-14 \| 1706 \| \| 1684 \| 5-9 \| 1674 \| \| 1658 \| 0-4 \| 1905 \| |        |             |       |        |        |       |          |
| Статево-вікова піраміда |        |             |       |        |        |       |          |
| Чоловіки | Вік    | Жінки       |       |        |        |       |          |
| 752 | 85 +   | 1631        |       |        |        |       |          |
| 1345 | 80-84  | 2065        |       |        |        |       |          |
| 1643 | 75-79  | 2388        |       |        |        |       |          |
| 2109 | 70-74  | 2466        |       |        |        |       |          |
| 2036 | 65-69  | 2481        |       |        |        |       |          |
| 2021 | 60-64  | 2569        |       |        |        |       |          |
| 2277 | 55-59  | 2781        |       |        |        |       |          |
| 2352 | 50-54  | 2317        |       |        |        |       |          |
| 2201 | 45-49  | 2516        |       |        |        |       |          |
| 2451 | 40-44  | 2819        |       |        |        |       |          |
| 2390 | 35-39  | 2615        |       |        |        |       |          |
| 2196 | 30-34  | 2450        |       |        |        |       |          |
| 2143 | 25-29  | 2141        |       |        |        |       |          |
| 2228 | 20-24  | 2041        |       |        |        |       |          |
| 2123 | 15-20  | 1777        |       |        |        |       |          |
| 1821 | 10-14  | 1706        |       |        |        |       |          |
| 1684 | 5-9    | 1674        |       |        |        |       |          |
| 1658 | 0-4    | 1905        |       |        |        |       |          |

## Економіка
2010 року серед 45 303 осіб працездатного віку (15—64 років) 33 823 були активними, 11 480 — неактивними (показник активності 74,7%, у 1999 році було 69,4%). З 33 823 активних мешканців працювало 29 866 осіб (15 425 чоловіків та 14 441 жінка), безробітними було 3957 (1896 чоловіків та 2061 жінка). Серед 11 480 неактивних 4078 осіб було учнями чи студентами, 3548 — пенсіонерами, 3854 були неактивними з інших причин.

У 2010 році в муніципалітеті налічувалося 37115 оподаткованих домогосподарств, у яких проживали 75956,5 особи, медіана доходів становила 20 546 євро на одного особоспоживача.

## Видатні люди
У місцевій фортеці 1794 року перебував Наполеон Бонапарт.
В Антібі жили й працювали письменники Ґрем Ґрін, Нікос Казандзакіс, художник Пабло Пікассо.
Тут жив і помер французький кінорежисер Клод Отан-Лора.
У цьому місті помер (на еміграції) великий князь Петро Миколайович.

### Уродженці
- Ґійом Мюссо (* 1974) — французький письменник.

## Міста-побратими
| - Ольборг, Данія - Kinsale, Ірландія - Newport Beach, США - Schwäbisch Gmünd, Німеччина | - Ейлат, Ізраїль - Дезенцано-дель-Гарда, Італія - Олімпія, Греція - Красногорськ, Росія |

## Галерея зображень

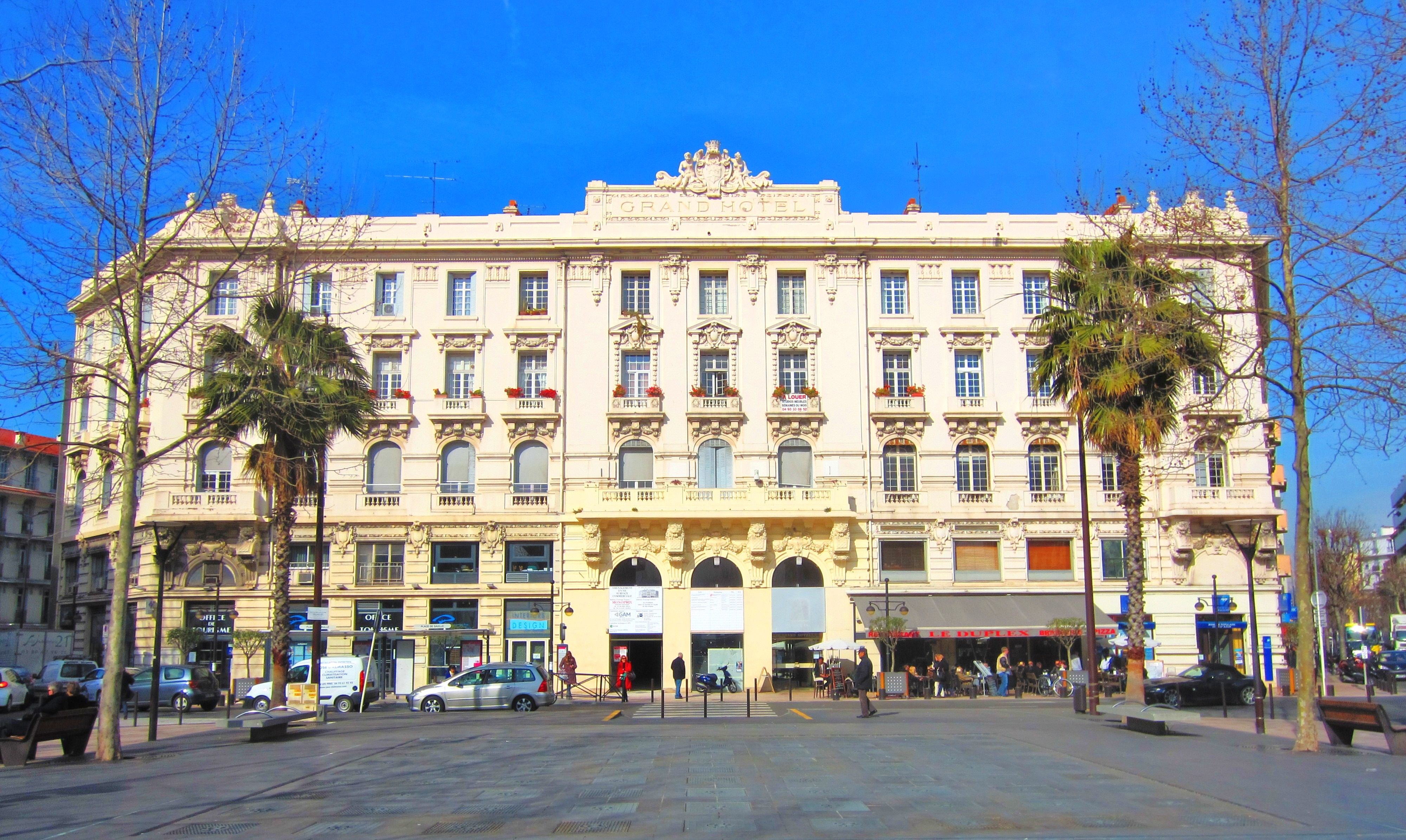
Grand Hotel на Площі де Голя
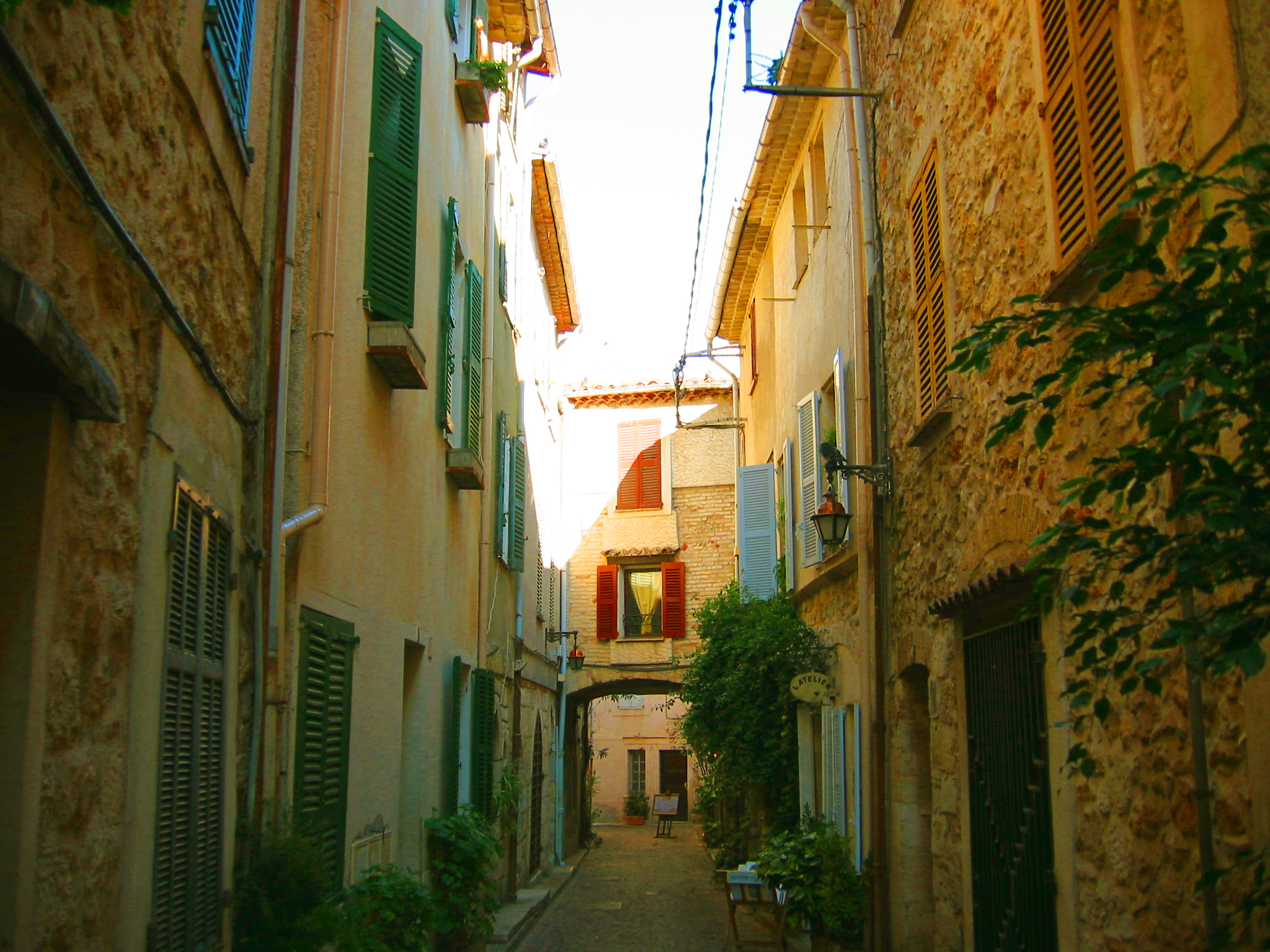
Маленька вулиця в старому кварталі
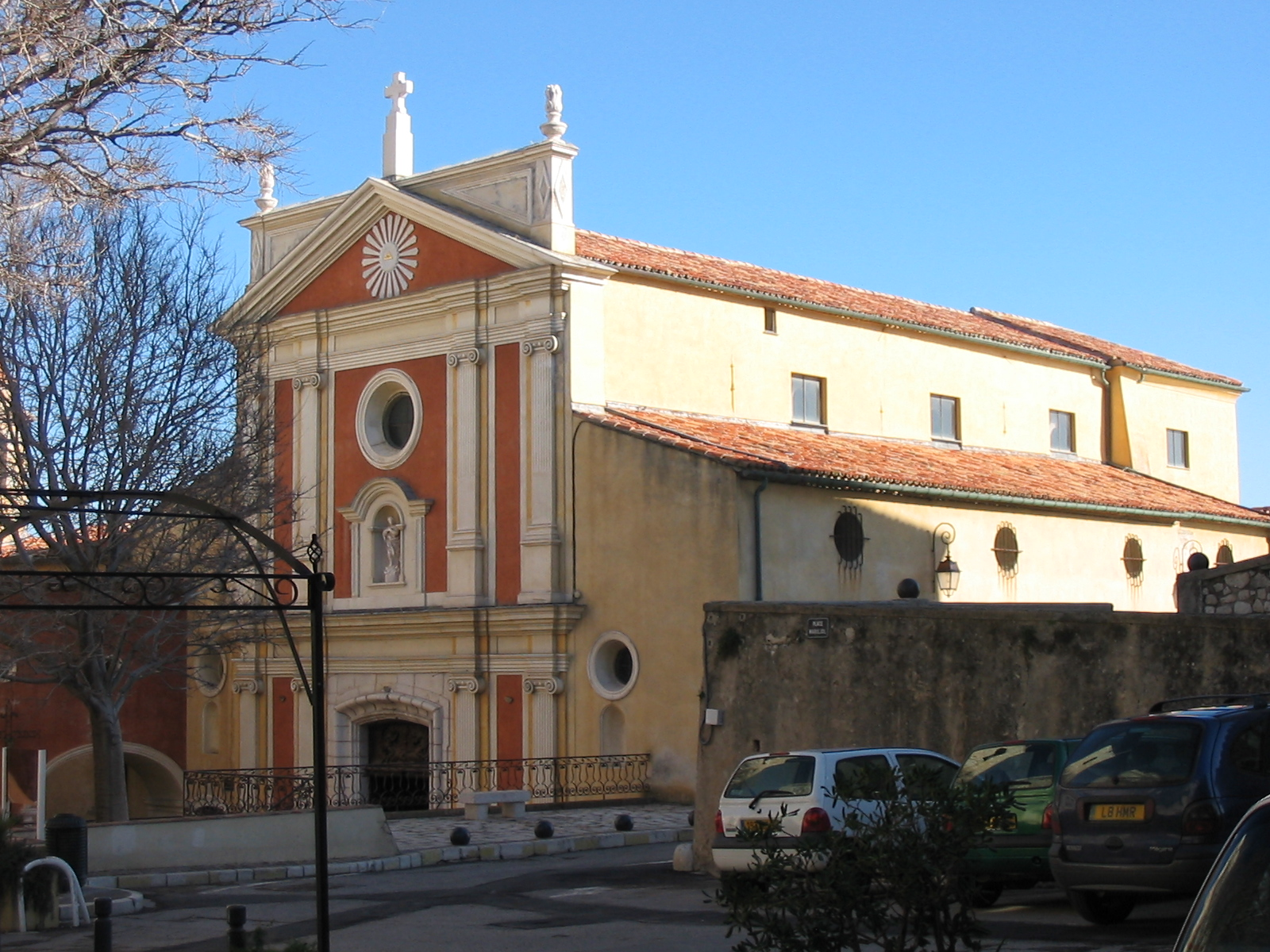
Катедральний собор Непорочного Зачаття Діви Марії
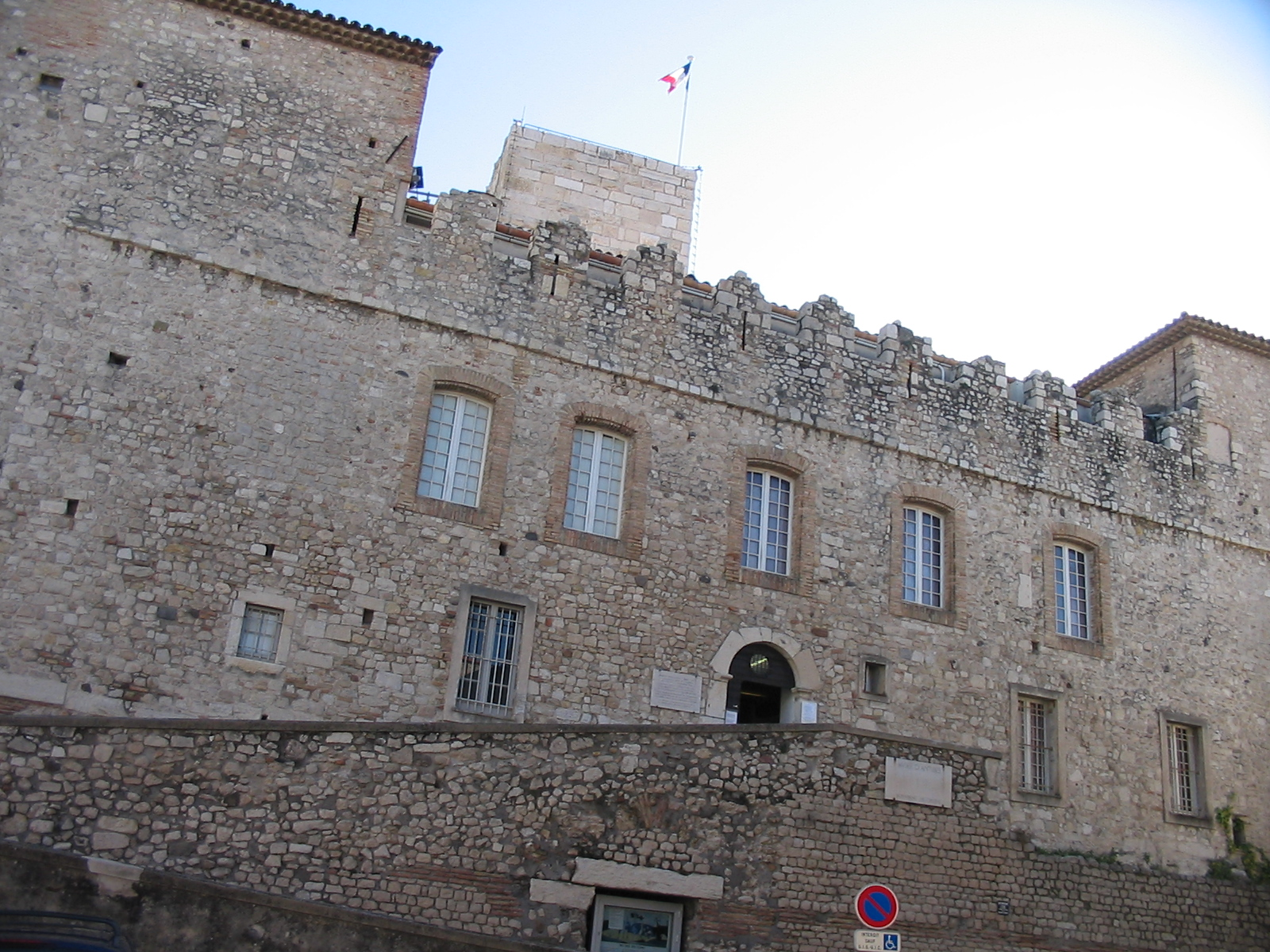
Музей Пікассо
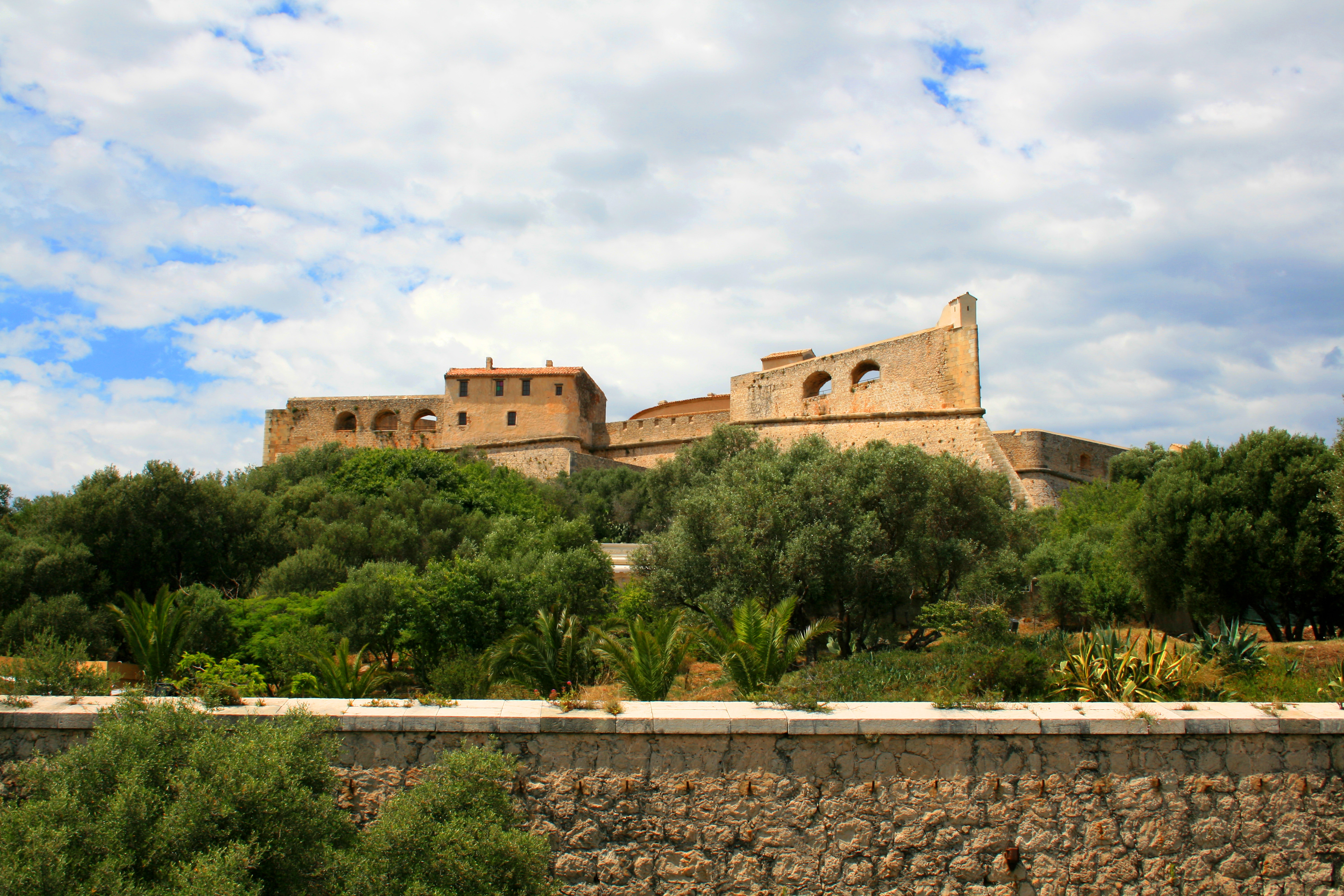
Форт Карре
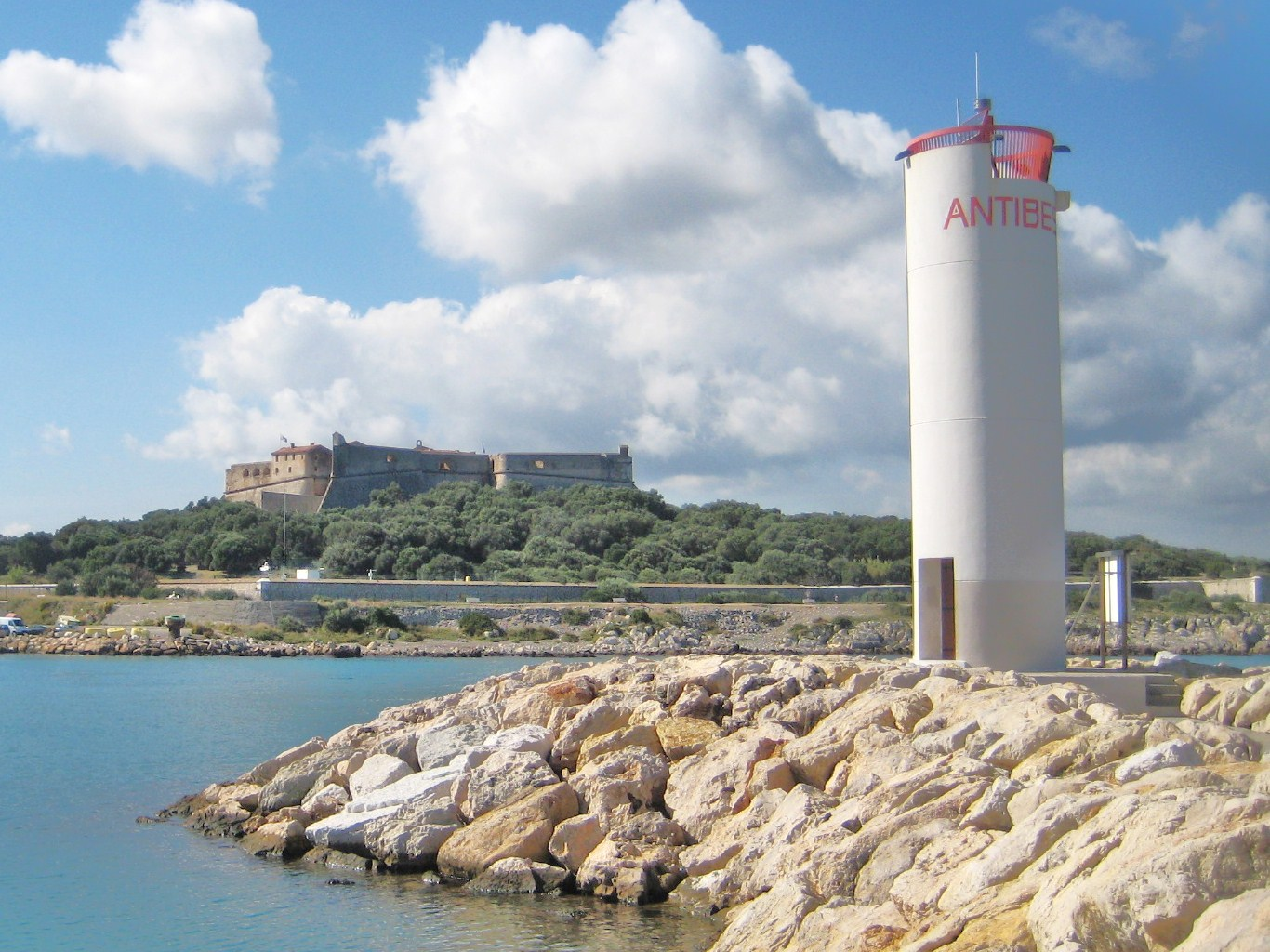
Порт Вобан на тлі форту Карре

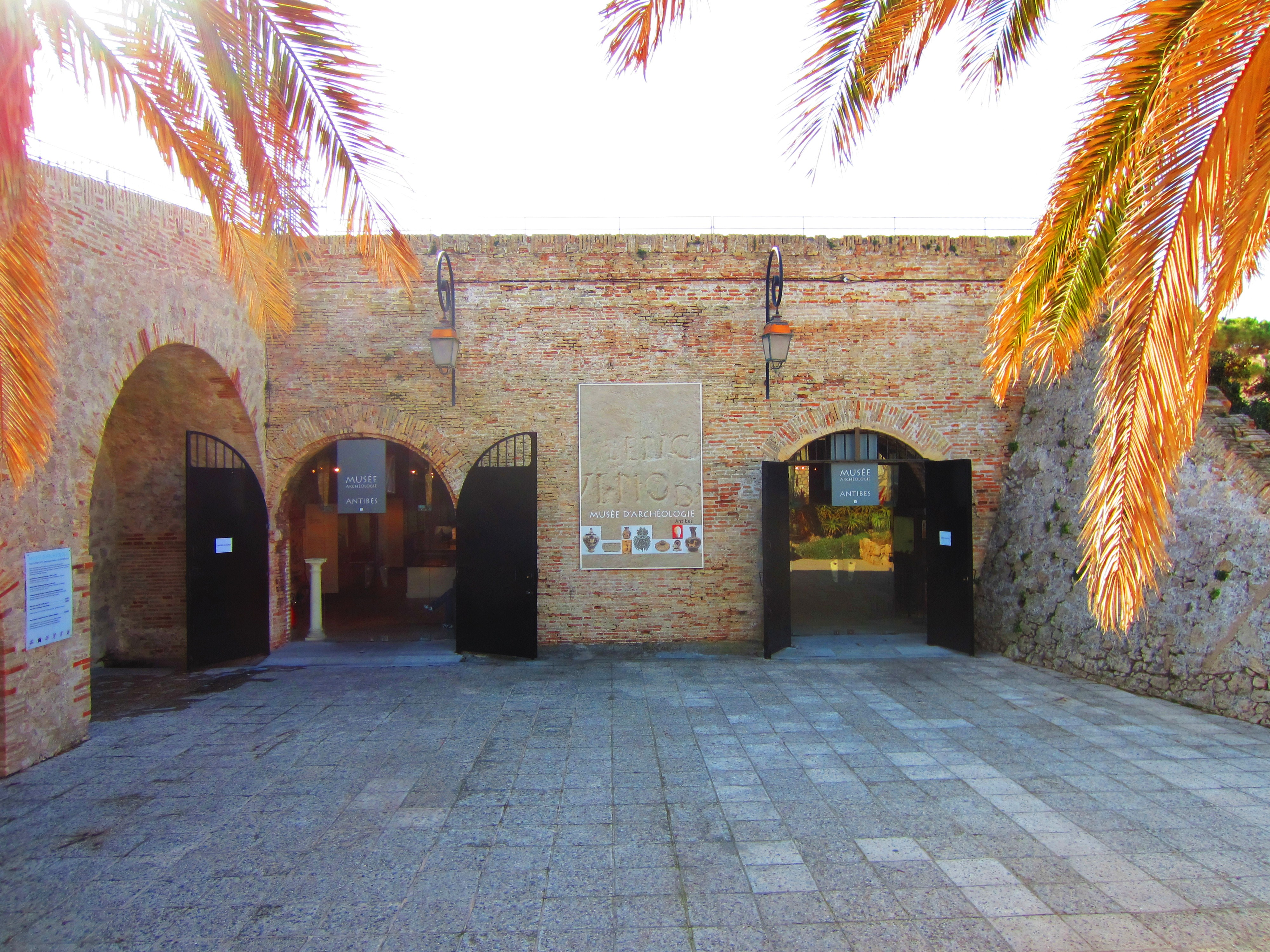
Музей археології
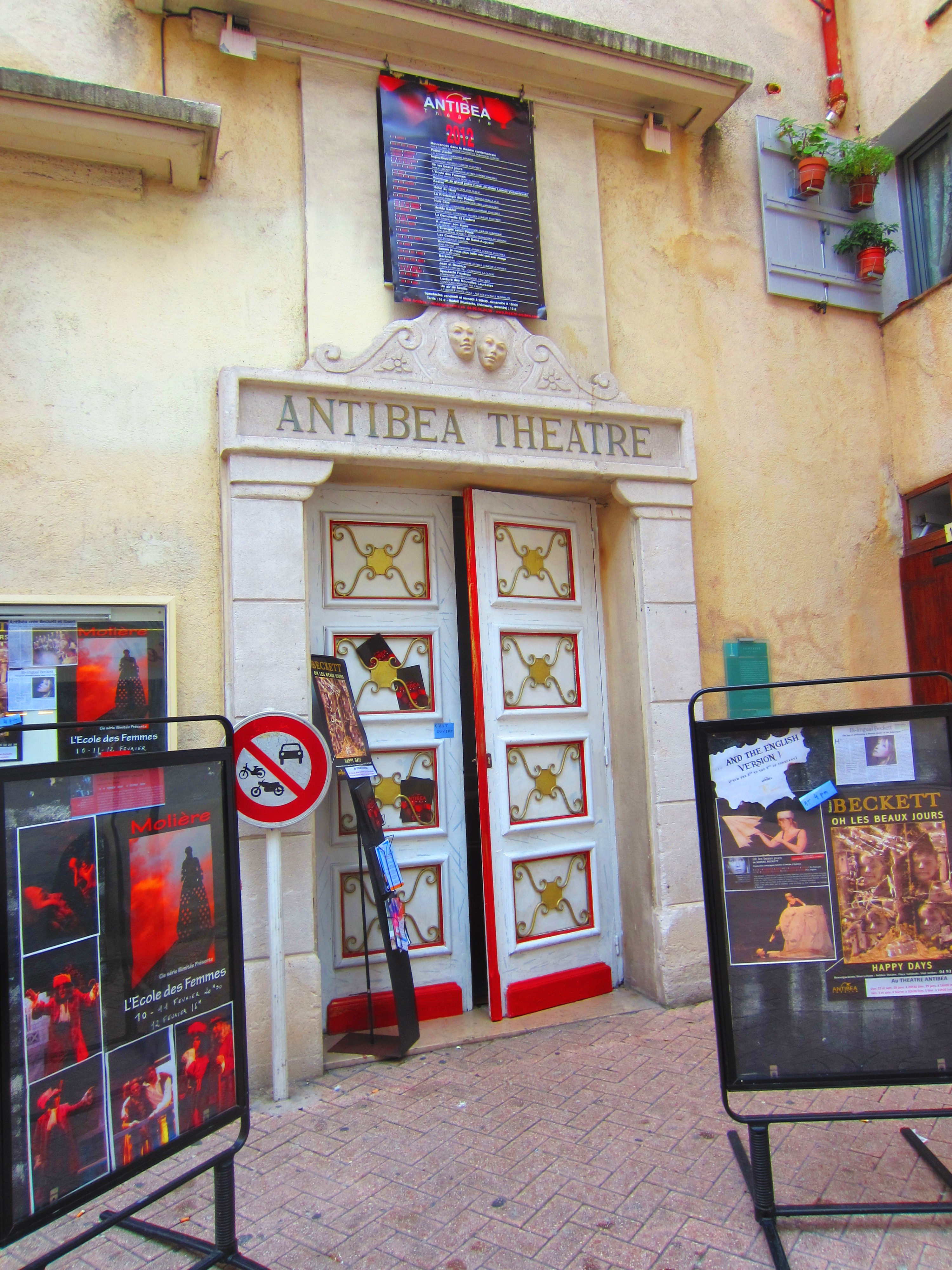
Театр
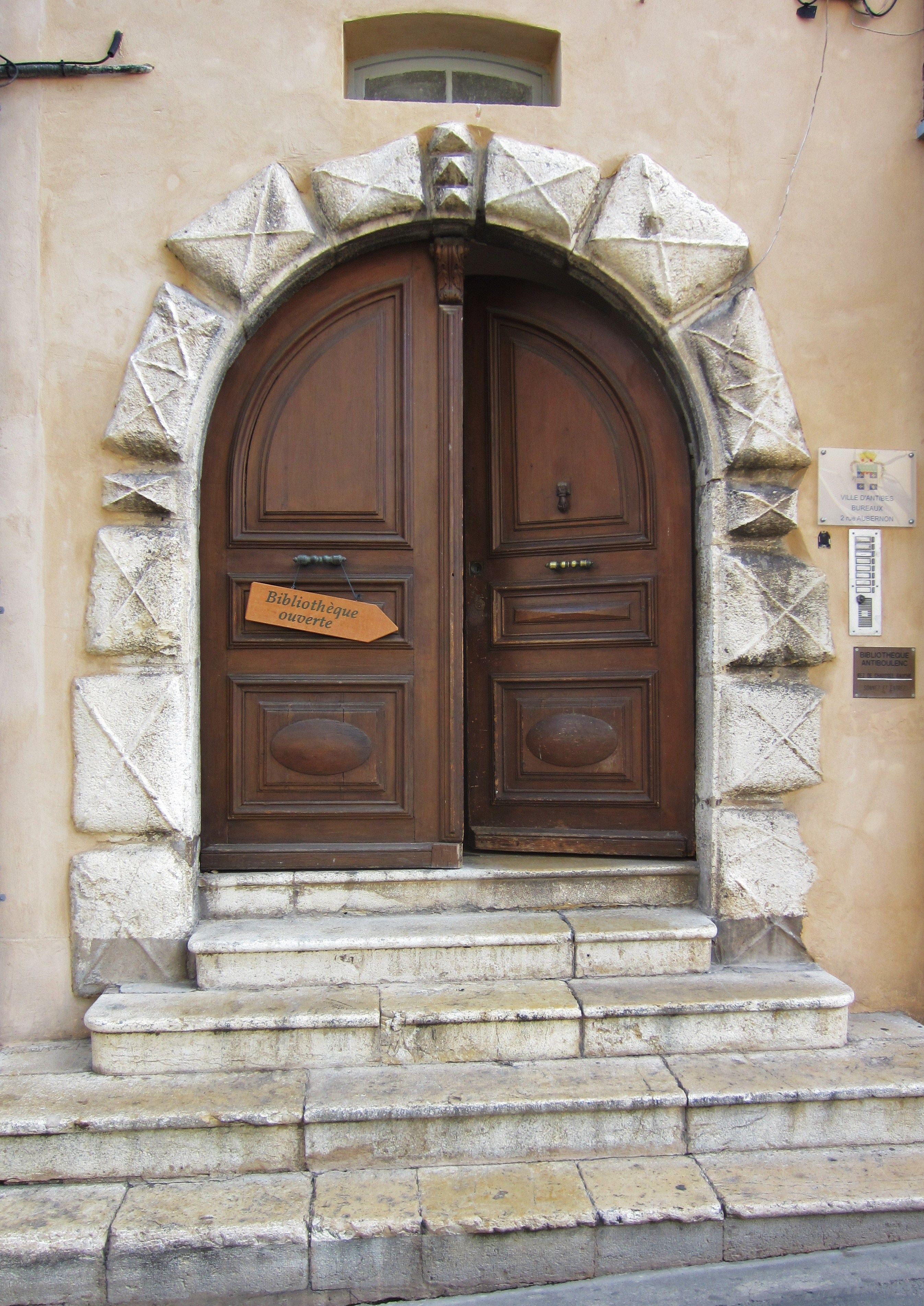
Бібліотека
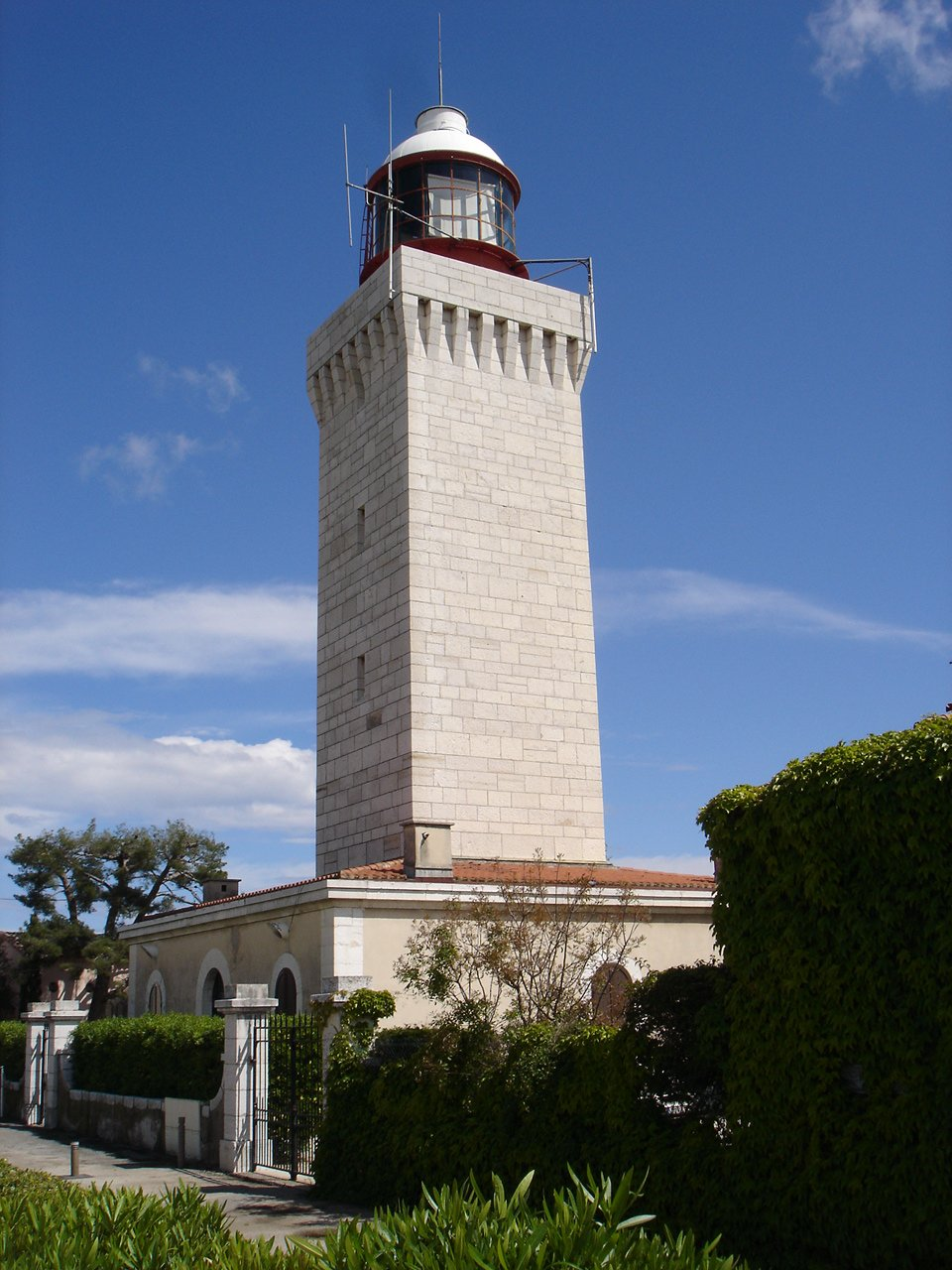
Маяк Ґаруп
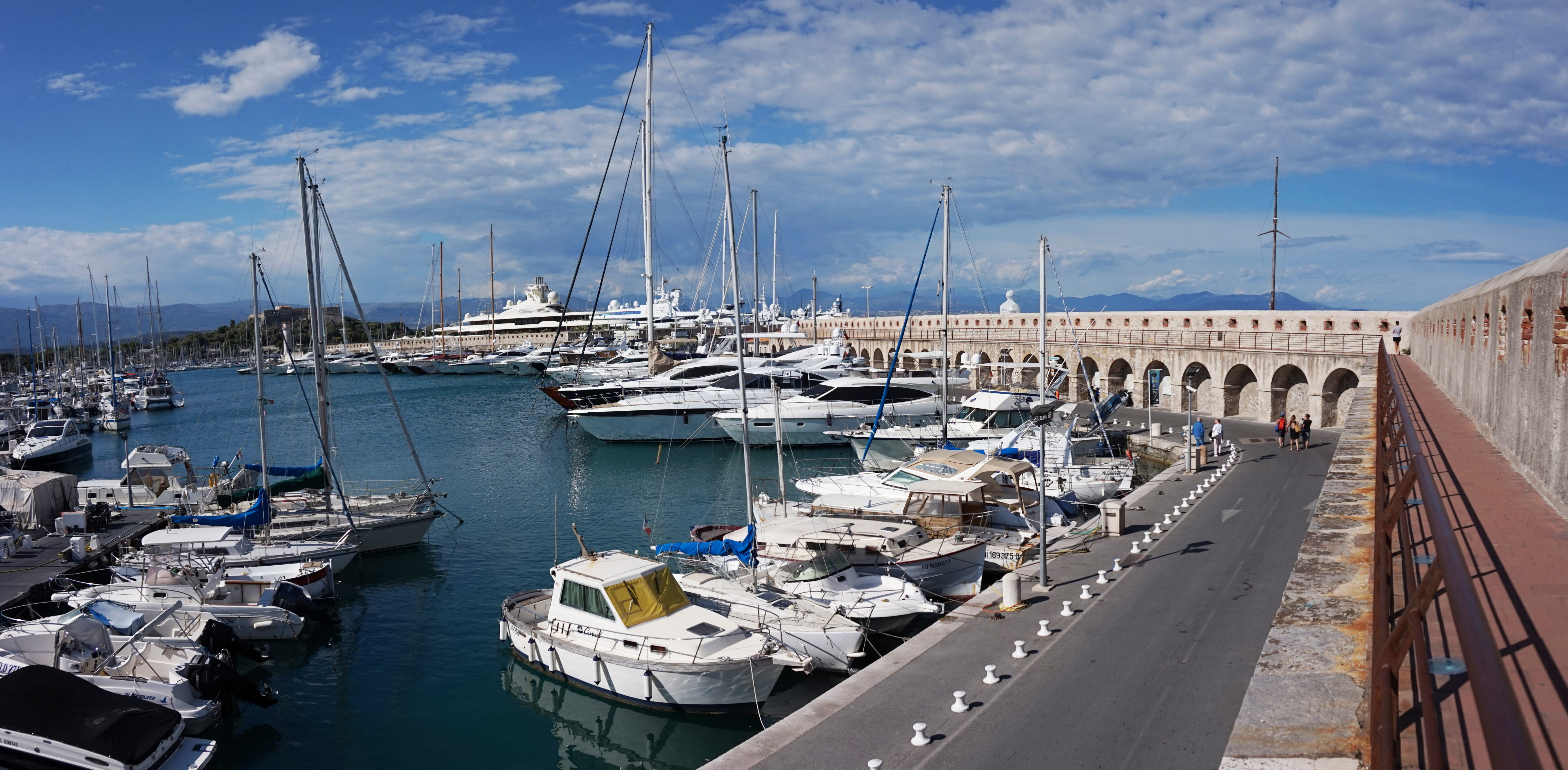
Панорама порту
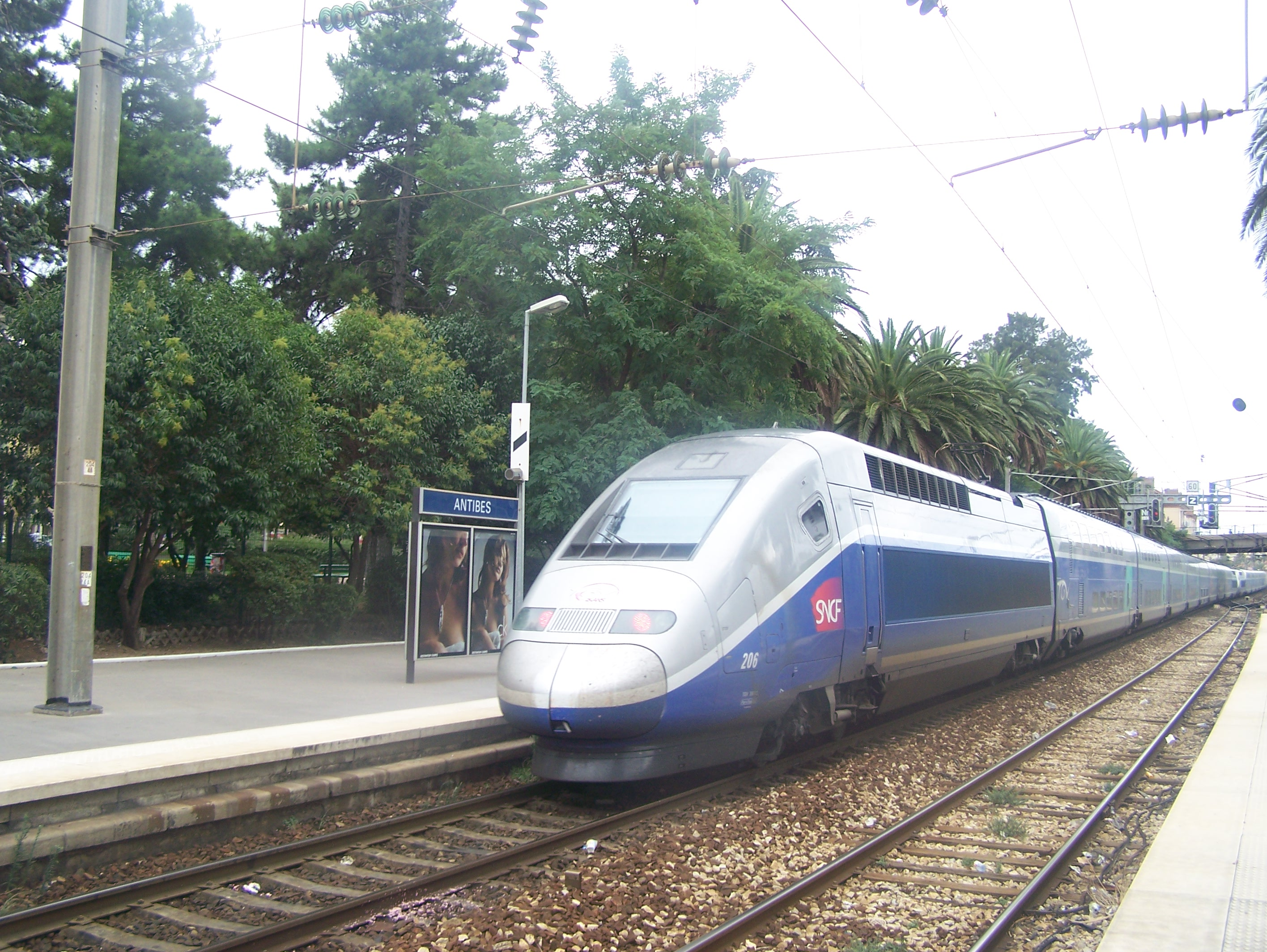
Потяг TGV на антібському вокзалі